# Chasse en cours
Pour plus de détails, voir Fiche technique et Distribution.
Chasse en cours (Duck Soup to Nuts) est un court-métrage d'annimation de la série Looney Tunes réalisé par Friz Freleng, mettant en scène Daffy Duck et Porky Pig et sorti en 1944.

## Synopsis
Daffy Duck est en train de se baigner paisiblement dans un lac avec d'autres canards lorsque des coups de fusil se font entendre dans leurs directions. Ses congénères prennent immédiatement la fuite lorsque le chasseur, qui n'est autre que Porky Pig, s'approche du bord du lac. Porky demande à Daffy de se rendre tout de suite. Le canard va faire appel à tous ses talents de comédien pour éviter de se tuer...

## Fiche technique
- Réalisation : Friz Freleng (I. Freleng)
- Scénario : Tedd Pierce
- Production : Leon Schlesinger pour Leon Schlesinger Studios
- Musique : Carl W. Stalling
- Format : 1,37 :1 couleurs Technicolor
- Son : mono
- Pays :  États-Unis
- Sortie : États-Unis : 27 mai 1944
- Langue : anglais
- Durée : 7 minutes 04 secondes
- Distribution : 1944 : Warner Bros. Pictures et  The Vitaphone Corporation (cinéma)
2004 : Warner Home Video  (États-Unis) (DVD)

## Musique
- Carl W. Stalling, directeur de la musique
- Milt Franklyn, orchestrateur (non crédité)

## Distribution

### Voix originales
Sauf indication contraire, les informations mentionnées dans cette section peuvent être confirmées par la base de données cinématographiques IMDb,  présente dans la section « Liens externes ».
- Mel Blanc : Porky Pig, Daffy Duck, Sylvester Duck

### Voix françaises
- Michel Mella : Porky Pig
- Patrick Guillemin : Daffy Duck
- Bernard Métraux : narration en voix-off